# Célula basal de las vías respiratorias
Las células basales de las vías respiratorias se encuentran en lo profundo del epitelio respiratorio, adheridas y revistiendo la membrana basal.
Las células basales son las células madre o progenitoras del epitelio de las vías respiratorias y pueden diferenciarse para reponer todas las células epiteliales, incluidas las células ciliadas y las células caliciformes secretoras. Reparando así las funciones protectoras de la barrera epitelial. 
Las células basales son las primeras células afectadas por la exposición al humo de los cigarrillos. Se considera que su desorganización es la responsable de los principales cambios en las vías respiratorias que son característicos de la enfermedad pulmonar obstructiva crónica (EPOC).

## Estructura

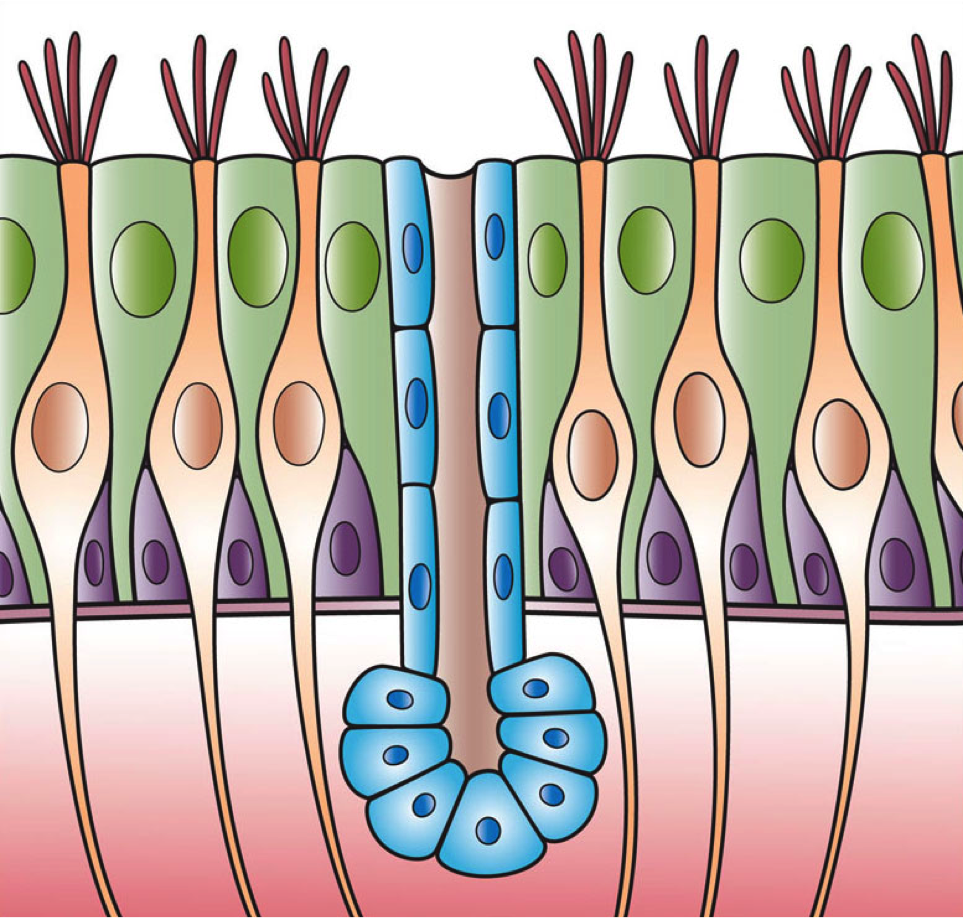
Células del epitelio respiratorio. Las células basales se muestran en púrpura, las células ciliadas en marrón, las células caliciformes en verde y la glándula submucosa en azul.

Las células basales son cuboidales, con un gran núcleo, pocos orgánulos y microvellosidades dispersas. Las células basales están adheridas a la membrana basal y la recubren.
El número de células basales es mayor en las grandes vías respiratorias y disminuye paulatinamente en las vías respiratorias más pequeñas. Su porcentaje en la tráquea es del 34%, en los grandes bronquios del 27%, y del 10% en los bronquiolos más grandes. Las células basales pueden expresar un número de diferentes receptores, en particular el EGFR. 
Los precursores derivados de las células basales se encuentran como células intermedias (también conocidas como células parabasales o indeterminadas) entre las células basales y las células diferenciadas.

## Función
Las células basales son las células madre, o progenitoras de todas las células del epitelio respiratorio. Las células ciliadas y las células secretoras que forman la barrera epitelial, y que funcionan en la depuración mucociliar, están diferenciadas terminalmente, lo que significa que no pueden autorrenovarse. Estas células son vulnerables a los daños y las células basales pueden reemplazar las células dañadas por diferenciación celular.
Típicamente el epitelio de las vías respiratorias se recambia bastante lentamente con células basales en estado de reposo, y solamente se ven unas pocas células intermedias. En respuesta al daño de las células diferenciadas, o al estrés causado por el tabaco, las células basales se activan, proliferan y forman parches clónicos, y el número de células intermedias aumenta.
Cuando se activan, las células basales adquieren fenotipos asociados al daño, para permitir la diferenciación al tipo de célula particular que ha sido dañada.

Las células intermedias se diferencian bajo el control de la proteína FOXJ1 en células ciliadas; y en células secretoras bajo el control de la señalización de Notch, y los factores de transcripción SPDEF y FOXA3. La regeneración de las células puede ser normal o en el caso de los fumadores, la regeneración puede ser de fenotipos histológicos alterados. 
Las células basales también pueden proporcionar una función de defensa regulando los mediadores inmunológicos innatos como la RNasa7, una proteína antimicrobiana. RNasa7 media la reparación de tejidos y la producción de citoquinas inflamatorias inducidas ya sea por el humo del tabaco o por el reconocimiento de patrones microbianos. Las células basales son las principales células productoras de RNasa7. Esto se considera una posible respuesta de defensa de las células basales ante una lesión que se asociaría con un ataque microbiano. La respuesta requiere una señalización a través del EGFR, que se expresa en gran medida en las células basales. Otros mediadores inmunológicos innatos son la beta-defensina 2 y la lipocalina 2; las citoquinas pro-inflamatorias, las interleucinas IL6 e IL8; y la quimiocina CCL20
El reconocimiento real de los patrones microbianos tiene lugar en las células secretoras y ciliadas a través de receptores tipo Toll, y esto puede estimular la proliferación y diferenciación de las células basales para reparar el tejido dañado.

### Disfunción

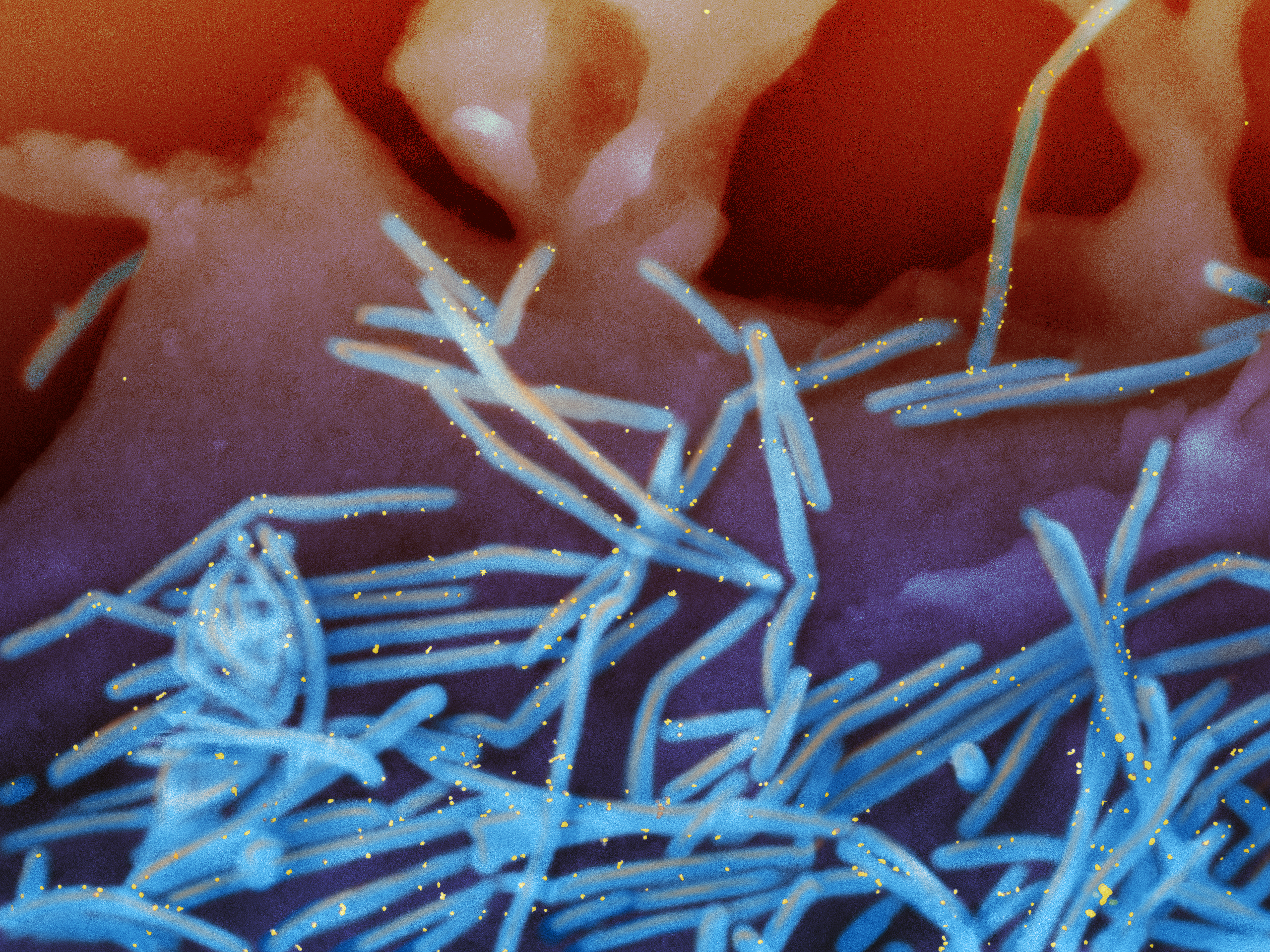
Imagen SEM de los viriones sincitiales tomada de las células A549 en el epitelio del pulmón.

Después de una lesión en el epitelio de las vías respiratorias, las células basales pueden ser infectadas por el virus sincitial respiratorio. Cuando esto ocurre, la célula basal puede ser desequilibrada para favorecer la diferenciación de las células productoras de mucosa (células secretoras) por sobre la de las células ciliadas. La proporción normal entre células ciliadas y células secretoras es de 10 a 1, y esto está muy controlado a lo largo de gran parte del árbol respiratorio. Cuando esta proporción se altera de esta manera, el efecto es la generación de la hiperplasia de moco asociada a una serie de enfermedades respiratorias, debido a la insuficiente acción ciliar necesaria para la depuración mucociliar. La liberación de antimicrobianos puede producirse como una defensa de segunda línea con diferenciación celular.
La ruptura de la barrera de unión estrecha es una característica común del asma y de las enfermedades respiratorias relacionadas con el tabaco. La activación persistente de la respuesta inmune innata en las células basales, puede contribuir a la característica inflamación crónica que se observa en estos trastornos.

## Importancia clínica
La hiperplasia de las células basales de las vías respiratorias es el primer indicio de una anomalía en el pulmón relacionada con el consumo de tabaco.  A esto le sigue el acortamiento de los cilios, la pérdida de células ciliadas, la hiperplasia de células mucosas y la pérdida de las uniones celulares que resulta en una barrera epitelial con fugas. Con el estrés persistente del tabaquismo, las células basales se desorganizan y pierden su capacidad de regeneración necesaria para reparar la barrera. Se considera que las células basales desorganizadas son las responsables de los principales cambios en las vías respiratorias que son característicos de la enfermedad pulmonar obstructiva crónica (EPOC), y con el estrés continuo pueden sufrir una transformación maligna. Los estudios han demostrado que el desarrollo inicial del enfisema pulmonar se centra en los primeros cambios del epitelio de las vías respiratorias pequeñas. Las células basales se alteran aún más en la transición del fumador a la EPOC clínicamente definida.

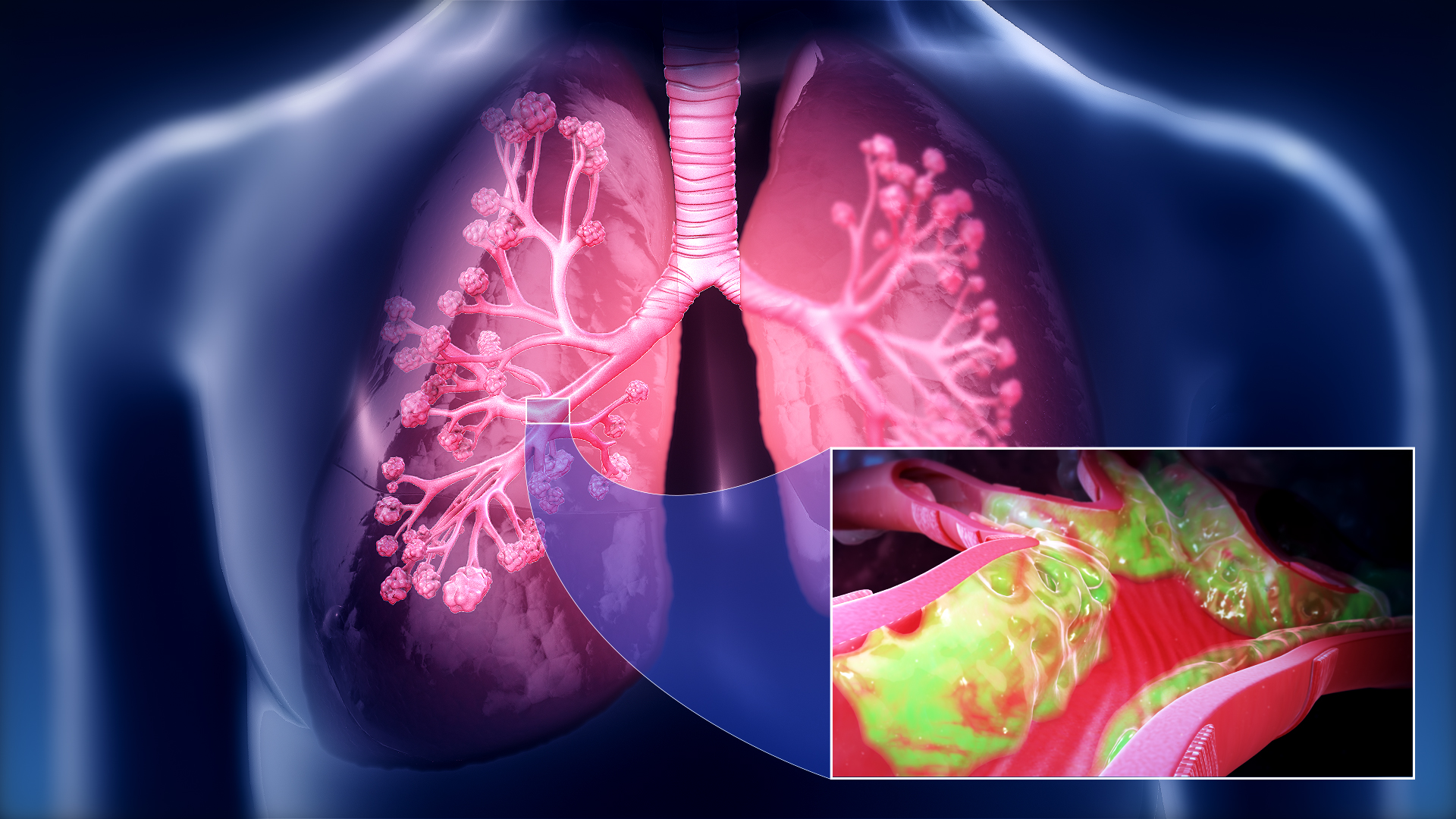
Imagen que muestra la acumulación de moco en las vías respiratorias.

La disfunción de las células basales causa la sobreproducción y secreción de moco, y la disminución de la eliminación de moco que lleva a los rasgos característicos de la hipersecreción de moco, y a la tos productiva de la bronquitis crónica y la enfermedad pulmonar obstructiva crónica. La acumulación de moco en la EPOC influye en forma negativa sobre la función pulmonar, la calidad de vida, las exacerbaciones, las estancias hospitalarias y la mortalidad.